# Gérard Rambaud
Gérard Rambaud (ur. 1 lutego 1959) – francuski narciarz alpejski. Nie startował na igrzyskach olimpijskich ani mistrzostwach świata. Jego najlepszym sezonem w Pucharze Świata był sezon 1984/1985, kiedy zajął 49. miejsce w klasyfikacji generalnej, a w klasyfikacji kombinacji był siódmy.

## Sukcesy

### Puchar Świata

#### Miejsca w klasyfikacji generalnej
- 1980/1981 – 98.
- 1982/1983 – 65.
- 1984/1985 – 49.

#### Miejsca na podium
1. Kitzbühel – 13 stycznia 1985 (kombinacja) – 3. miejsce